# Vie au grand air de Saint-Maur 2015-2016
Questa voce raccoglie le informazioni riguardanti la squadra femminile del Vie au grand air de Saint-Maur nelle competizioni ufficiali della stagione 2015-2016.

## Divise e sponsor
| Casa |

## Organigramma societario
Area tecnica
- Allenatore: Régis Mohar
- Vice allenatori: Danilson Da Cruz Gomes, Sofiane Mansouri
- Preparatore dei portieri: Mamadou Diarra
- Fisioterapista: Laura Legoupil

## Rosa
Rosa e numeri come da sito ufficiale, integrati dal sito footofeminin.fr.
| N. |                       | Ruolo | Calciatrice           |
| -- | --------------------- | ----- | --------------------- |
| 1  | Portogallo (bandiera) | P     | Amélie Delvallée      |
| 2  | Francia (bandiera)    | A     | Cindy Ferreira        |
| 2  | Francia (bandiera)    | A     | Inès Djeidje Koré     |
| 3  | Francia (bandiera)    | D     | Mélanie Hacard        |
| 4  | Francia (bandiera)    | D     | Déborah Nogbou        |
| 5  | Francia (bandiera)    | D     | Alexia Nowak          |
| 6  | Francia (bandiera)    | D     | Leila Meflah          |
| 7  | Portogallo (bandiera) | C     | Mélissa Gomes         |
| 8  | Francia (bandiera)    | C     | Aurore Paprzycki      |
| 9  | Camerun (bandiera)    | A     | Marlyse Ngo Ndoumbouk |
| 10 | Francia (bandiera)    | C     | Stéphanie Léocadie    |
| 11 | Francia (bandiera)    | A     | Karen Montgénie       |

| N. |                       | Ruolo | Calciatrice      |
| -- | --------------------- | ----- | ---------------- |
| 13 | Francia (bandiera)    | D     | Kani Konté       |
| 14 | Francia (bandiera)    | A     | Cindy Ferreira   |
| 16 | Francia (bandiera)    | P     | Mélodie Carré    |
| 17 | Francia (bandiera)    | C     | Apolline Duchamp |
| 18 | Francia (bandiera)    | C     | Céline Chatelain |
| 19 | Francia (bandiera)    | A     | Coralie Lenot    |
| 20 | Francia (bandiera)    | C     | Lilia Boumrar    |
| 22 | Portogallo (bandiera) | D     | Mariane Amaro    |
| 23 | Francia (bandiera)    | D     | Noémie Berge     |
| 26 | Camerun (bandiera)    | C     | Francine Zouga   |
| 27 | Francia (bandiera)    | A     | Kelly Gago       |
|    | Francia (bandiera)    | A     | Mélissa Sorel    |

## Calciomercato

### Sessione estiva
| Acquisti | Acquisti       | Acquisti            | Acquisti |
| R.       | Nome           | da                  | Modalità |
| -------- | -------------- | ------------------- | -------- |
| C        | Maëva Salomon  | Paris Saint-Germain |          |
| C        | Francine Zouga | Chênois             | [ 1 ]    |

| Cessioni | Cessioni | Cessioni | Cessioni |
| R.       | Nome     | a        | Modalità |
| -------- | -------- | -------- | -------- |
|          |          |          |          |

### Sessione invernale
| Acquisti | Acquisti | Acquisti | Acquisti |
| R.       | Nome     | da       | Modalità |
| -------- | -------- | -------- | -------- |
|          |          |          |          |

| Cessioni | Cessioni              | Cessioni | Cessioni |
| R.       | Nome                  | a        | Modalità |
| -------- | --------------------- | -------- | -------- |
| A        | Kelly Gago            | Digione  |          |
| A        | Marlyse Ngo Ndoumbouk | Nancy    | [ 6 ]    |

## Risultati

### Division 1

#### Girone di andata
| Arbitro: | Dallongeville |

|  |           |                                                                    |
|  | Marcatori | 12’ Le Sommer 19’, 78’ Nécib 40’, 89’ Hegerberg 51’, 90+1’ Schelin |

| Arbitro: | Bonnin |

|                                        |           |                        |
| Rouzies 3', 24’ Solanet 60’ Cazeau 73’ | Marcatori | 20’, 30’ Ngo Ndoumbouk |

| Arbitro: | Lasalle |

|                                         |           |                     |
| Ngo Ndoumbouk 17’, 83’ (rig.) Lenot 72’ | Marcatori | 59’ Pervier-Arragon |

| Arbitro: | Mougeot |

|                       |           |  |
| Coleman 18’ Diani 29’ | Marcatori |  |

| Arbitro: | Vanstaevel |

|             |           |                                         |
| Boumrar 10’ | Marcatori | 51’ Lorgeré 62’ Le Bihan 77’ Oparanozie |

| Arbitro: | Bartnik |

|                                                       |           |                               |
| Lemaître 1’ Austry 29’, 42’ De Sousa 35’ Barbance 64’ | Marcatori | 46’ Ngo Ndoumbouk 90+3’ Konté |

| Arbitro: | Burban |

|                                                                         |           |  |
| Horan 32’, 34’ Delannoy 42’ (rig.) Cristiane 80’, 87’, 90’ Mittag 90+1’ | Marcatori |  |

| Arbitro: | Lasalle |

|                   |           |              |
| Ngo Ndoumbouk 86’ | Marcatori | 5’ Bourgouin |

| Arbitro: | Mougeot |

|                         |           |                                |
| Clémaron 55’ Lavaud 59’ | Marcatori | 49’ (rig.), 50’ ONgo Ndoumbouk |

| Arbitro: | Labadot-Cadinot |

|  |           |                                                            |
|  | Marcatori | 16’, 56’ Andressa Alves 40’ Tonazzi 60’ Léger 74’ Sembrant |

| Arbitro: | Coppola |

|                                   |           |                   |
| Ripoche 16’ Nicolas 27’, 61’, 76’ | Marcatori | 65’ Ngo Ndoumbouk |

#### Girone di ritorno
| Arbitro: | Guillemin |

|                                                                                          |           |            |
| Kumagai 5’ (rig.) Abily 19’, 41’ Hegerberg 24’, 29’, 90+2’ Schelin 26’ Renard 31’ (rig.) | Marcatori | 71’ Nogbou |

| Arbitro: | Dallongeville |

|                   |           |                                             |
| Ngo Ndoumbouk 55’ | Marcatori | 33’ (rig.) Rouzies 51’ Cervera 84’ Martinez |

| Arbitro: | Mougeot |

|                                    |           |                         |
| Oumeur 40’ Diguelman 57’ Ramos 82’ | Marcatori | 62’ Boumrar 80’ Salomon |

| Arbitro: | Vanstaevel |

|  |           |             |
|  | Marcatori | 48’ Coleman |

| Arbitro: | Lasalle |

|                                                            |           |                          |
| Amani 11’, 22’ Oparanozie 20’ Boishardy 30’ Ringenbach 80’ | Marcatori | 18’ Chatelain 83’ Hacard |

| Arbitro: | Coppola |

|  |           |                                           |
|  | Marcatori | 17’ Bornes 31’ Lemaître 58’, 71’ De Sousa |

| Arbitro: | Buffart |

|              |           |                                          |
| Léocadie 18’ | Marcatori | 71’ Dali 84’ (aut.) Boumrar 88’ Morrroni |

| Arbitro: | Burban |

|                           |           |  |
| Boudaud 57’ Bourgouin 61’ | Marcatori |  |

| Arbitro: | Coppola |

|               |           |                                   |
| Montgénie 17’ | Marcatori | 16’ Palacin 20’ (rig.) Peruzzetto |

| Arbitro: | Guillemin |

|                                                            |           |  |
| Sembrant 8’ Gauvin 20’, 26’ Andressa Alves 43’ Tonazzi 65’ | Marcatori |  |

| Arbitro: | Labadot-Cadinot |

|                         |           |             |
| Konté 41’ Chatelain 50’ | Marcatori | 14’ Fragoli |

### Coppa di Francia
| Saint-Maur-des-Fossés 10 gennaio 2016, ore --:-- CET 2º turno federale | VGA Saint-Maur | 3 – 0 referto | Nancy | Stadio Adolphe Chéron |
| \| \| \| \| \| Boumrar 62’ Lenot 64’ Chatelain 76’ \| Marcatori \| \|  |                |               |       |                       |
|                                                                        |                |               |       |                       |
| Boumrar 62’ Lenot 64’ Chatelain 76’                                    | Marcatori      |               |       |                       |

| Arbitro: | Coppola |

|  |           |                                      |
|  | Marcatori | 20’, 25’ Lenot 38’ Gomes 71’ Salomon |

| Arbitro: | Dallongeville |

|                    |                      |                 |
| Boumrar 37’ (rig.) | Marcatori            | 25’ (rig.) Aimé |
|                    | Tiri di rigore 4 – 2 |                 |

| Arbitro: | Mougeot |

|                                          |           |             |
| Agard 84’ Gadéa 87’ Andressa Alves 90+5’ | Marcatori | 53’ Salomon |

## Statistiche

### Statistiche di squadra
| Competizione     | Punti | In casa | In casa | In casa | In casa | In casa | In casa | In trasferta | In trasferta | In trasferta | In trasferta | In trasferta | In trasferta | Totale | Totale | Totale | Totale | Totale | Totale | DR  |
| Competizione     | Punti | G       | V       | N       | P       | Gf      | Gs      | G            | V            | N            | P            | Gf           | Gs           | G      | V      | N      | P      | Gf     | Gs     | DR  |
| ---------------- | ----- | ------- | ------- | ------- | ------- | ------- | ------- | ------------ | ------------ | ------------ | ------------ | ------------ | ------------ | ------ | ------ | ------ | ------ | ------ | ------ | --- |
| Division 1       | 30    | 11      | 2       | 1       | 8       | 10      | 31      | 11           | 0            | 1            | 10           | 12           | 47           | 22     | 2      | 2      | 18     | 22     | 78     | -56 |
| Coppa di Francia | -     | 2       | 1       | 1       | 0       | 4       | 1       | 2            | 1            | 0            | 1            | 5            | 3            | 4      | 2      | 1      | 1      | 9      | 4      | +5  |
| Totale           | -     | 13      | 3       | 2       | 8       | 14      | 32      | 13           | 1            | 1            | 11           | 17           | 50           | 26     | 4      | 3      | 19     | 31     | 82     | -51 |

### Andamento in campionato
| Giornata  | 1 | 2 | 3 | 4 | 5 | 6 | 7 | 8 | 9 | 10 | 11 | 12 | 13 | 14 | 15 | 16 | 17 | 18 | 19 | 20 | 21 | 22 |
| --------- | - | - | - | - | - | - | - | - | - | -- | -- | -- | -- | -- | -- | -- | -- | -- | -- | -- | -- | -- |
| Luogo     | C | T | C | T | C | T | T | C | T | C  | T  | T  | C  | T  | C  | T  | C  | C  | T  | C  | T  | C  |
| Risultato | P | P | V | P | P | P | P | N | N | P  | P  | P  | P  | P  | P  | P  | P  | P  | P  | P  | P  | V  |
| Posizione |   |   |   |   |   |   |   |   |   |    |    |    |    |    |    |    |    |    |    |    |    | 11 |

Legenda:

Luogo: C = Casa; T = Trasferta. Risultato: V = Vittoria; N = Pareggio; P = Sconfitta.

### Statistiche delle giocatrici
| Giocatore        | Division 1 | Division 1 | Division 1  | Division 1 | Coppa di Francia | Coppa di Francia | Coppa di Francia | Coppa di Francia | Totale   | Totale | Totale      | Totale     |
| Giocatore        | Presenze   | Reti       | Ammonizioni | Espulsioni | Presenze         | Reti             | Ammonizioni      | Espulsioni       | Presenze | Reti   | Ammonizioni | Espulsioni |
| ---------------- | ---------- | ---------- | ----------- | ---------- | ---------------- | ---------------- | ---------------- | ---------------- | -------- | ------ | ----------- | ---------- |
| M. Adolphi       | -          | -          | -           | -          | -                | -                | -                | -                | -        | -      | -           | -          |
| M. Amaro         | 14         | 0          | 0           | 0          | 4                | 0                | 0                | 0                | 18       | 0      | 0           | 0          |
| N. Berge         | 21         | 0          | 1           | 0          | 2                | 0                | 0                | 0                | 23       | 0      | 1           | 0          |
| L. Boumrar       | 21         | 2          | 4           | 0          | 3                | 2                | 0                | 0                | 24       | 4      | 4           | 0          |
| M. Carré         | 10         | -43        | 0           | 0          | 3                | -4               | 0                | 0                | 13       | -47    | 0           | 0          |
| C. Chatelain     | 18         | 2          | 1           | 0          | -                | -                | -                | -                | 18       | 2      | 1           | 0          |
| A. Delvallée     | 12         | -35        | 2           | 0          | 1                | 0                | 0                | 0                | 13       | -35    | 2           | 0          |
| A. Duchamp       | 2          | 0          | 0           | 0          | -                | -                | -                | -                | 2        | 0      | 0           | 0          |
| C. Ferreira      | 3          | 0          | 0           | 0          | 4                | 0                | 0                | 0                | 7        | 0      | 0           | 0          |
| C. Ferreira      | 11         | 0          | 0           | 0          | -                | -                | -                | -                | 11       | 0      | 0           | 0          |
| K. Gago          | 4          | 0          | 0           | 0          | -                | -                | -                | -                | 4        | 0      | 0           | 0          |
| M. Gomes         | 14         | 0          | 2           | 0          | 2                | 1                | 0                | 0                | 16       | 1      | 2           | 0          |
| M. Hacard        | 17         | 1          | 0           | 0          | 4                | 0                | 0                | 0                | 21       | 1      | 0           | 0          |
| K. Konté         | 21         | 2          | 2           | 0          | 4                | 0                | 1                | 0                | 25       | 2      | 3           | 0          |
| I.D. Kore        | 3          | 0          | 0           | 0          | -                | -                | -                | -                | 3        | 0      | 0           | 0          |
| C. Lenot         | 14         | 1          | 1           | 0          | 4                | 3                | 0                | 0                | 18       | 4      | 1           | 0          |
| S. Léocadie      | 22         | 1          | 2           | 0          | 4                | 0                | 0                | 0                | 26       | 1      | 2           | 0          |
| L. Meflah        | 13         | 0          | 0           | 0          | 3                | 0                | 0                | 0                | 16       | 0      | 0           | 0          |
| K. Montgénie     | 11         | 1          | 1           | 0          | 3                | 0                | 0                | 0                | 14       | 1      | 1           | 0          |
| D. Nogbou        | 4          | 1          | 0           | 0          | -                | -                | -                | -                | 4        | 1      | 0           | 0          |
| A. Nowak         | 21         | 0          | 1           | 0          | 4                | 0                | 0                | 0                | 25       | 0      | 1           | 0          |
| M. Ngo Ndoumbouk | 12         | 10         | 2           | 0          | -                | -                | -                | -                | 12       | 10     | 2           | 0          |
| A. Paprzycki     | 20         | 0          | 4           | 0          | 4                | 0                | 0                | 0                | 24       | 0      | 4           | 0          |
| M. Sorel         | -          | -          | -           | -          | -                | -                | -                | -                | -        | -      | -           | -          |
| L. Vrillac       | -          | -          | -           | -          | -                | -                | -                | -                | -        | -      | -           | -          |
| F. Zouga         | 9          | 0          | 3           | 0          | -                | -                | -                | -                | 9        | 0      | 3           | 0          |